# قاموس فلسفي (فولتير)

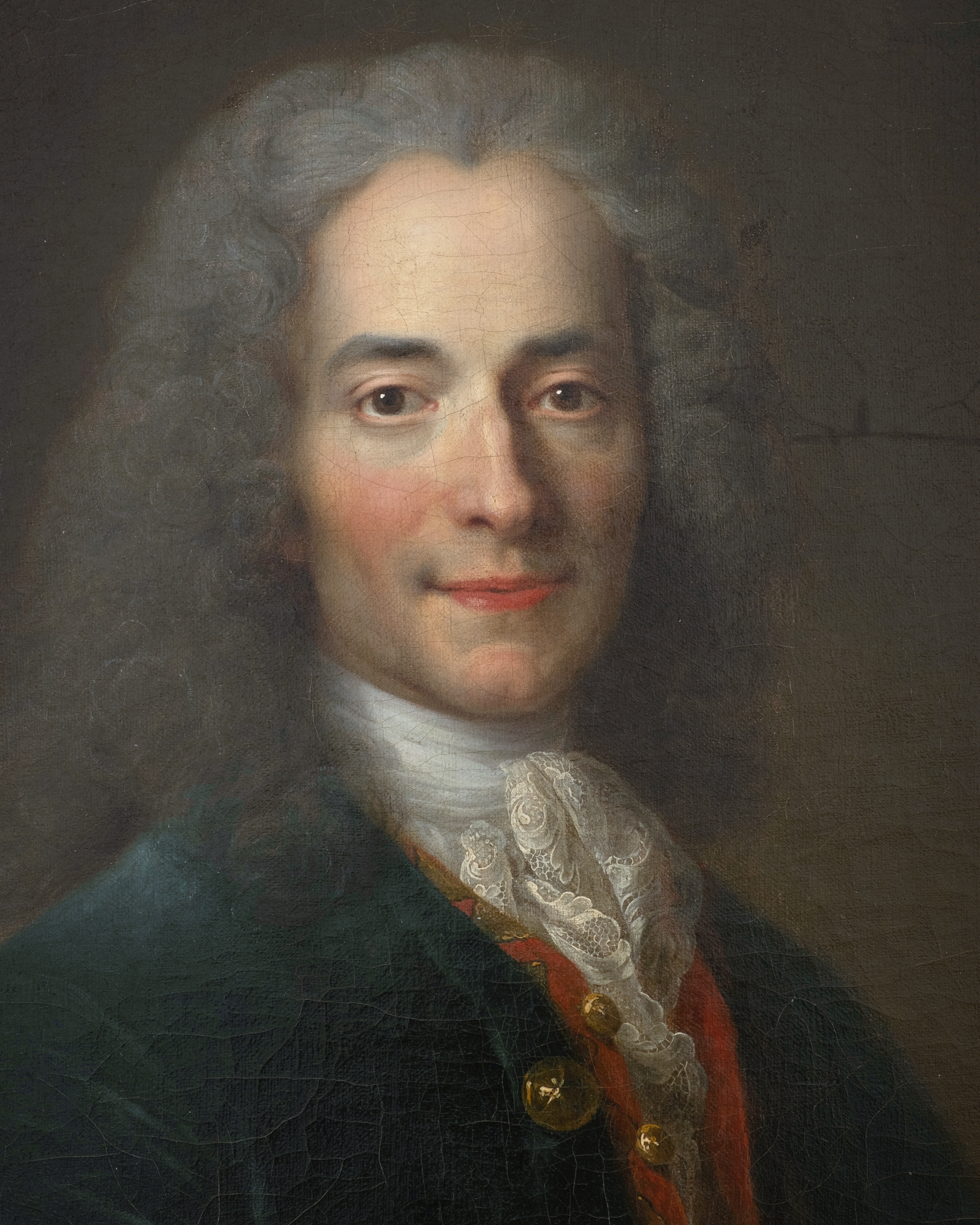
الكاتب فولتير

قاموس فلسفي أو القاموس الفلسفي (بالفرنسية: Dictionnaire philosophique)‏ هو قاموس موسوعي نشره مفكر الأنوار الفرنسي فولتير في عام 1764.
غالبًا ما تنتقد المقالات المُرتبة أبجديًا الكنيسة الكاثوليكية الرومانية واليهودية والإسلام ومؤسسات أخرى. صدرت الطبعة الأولى في يونيو 1764، وحملت اسم Dictionnaire philosophique portatif. بلغ عدد صفحاته 344 صفحة، واحتوى على 73 مقالة. وُسِّعت الإصدارات اللاحقة إلى مجلدين يضم كل منهما 120 مقالة.

## التاريخ
شهد عصر التنوير ظهور أسلوب جديد لتنظيم المعلومات في الكتب. وكان أول عمل استخدم هذه الطريقة هو "القاموس التاريخي والنقدي" (1697) لبيير بايل، حيث رُتبت المعلومات أبجديًا. وتلتها أعمال مهمة أخرى استخدمت هيكلًا مشابهًا، مثل "الموسوعة" لديدرو وجان دالمبير. وبعد أن شهد فولتير بنفسه شعبية هذا الأسلوب ومزاياه العديدة، استخدم هذه المعلومات أثناء إعداده "القاموس الفلسفي" عام 1752، على الرغم من أنه لم يُنجز إلا عام 1764.
بعد أن أتيحت له فرصة كتابة قاموسه لاحقًا، رأى فولتير أن هناك بعض المشاكل في القواميس السابقة، أبرزها طولها، وبالتالي ارتفاع تكلفتها وصعوبة وصولها إلى شريحة كبيرة من الناس. سعى فولتير إلى إنشاء نص يناسب الجيب وفي متناول الجميع، لأن "المادة الثورية يجب أن تكون صغيرة بما يكفي ليحملها الناس معهم". ما أنشأه هو نص تثقيفي ومسلٍ في آن واحد.

## البنية
صُمم القاموس الفلسفي على غرار بايل وديدرو ودالمبير، أي مُرتَّب أبجديًا. مع أن هذا الترتيب يُسهِّل على القراء العثور على المقالات، إلا أنه لم يُقصد به أن يكون قاموسًا أو موسوعةً بنفس الطريقة الشاملة لمشروع دالمبير. كتابات فولتير ليست موضوعية ولا مُتنوِّعة في الآراء؛ إذ تُقدَّم نفس الحجج في جميع أنحاء القاموس الفلسفي مُؤكِّدةً على نقطة استيائه.

## المحتوى
العديد من المواضيع التي تناولها فولتير في هذا الكتاب تناولها أو تطرق إليها في كتابه "العار". في هذا الكتاب وغيره، يُبدي فولتير قلقًا بالغًا إزاء ظلم الكنيسة الكاثوليكية، التي يراها متعصبة وغير متسامحة. في الوقت نفسه، يُؤيد كتابه الربوبية (مع أنه يُسميها الألوهية، خلافًا لمعناها الحديث)، والتسامح، وحرية الصحافة.